# 酒田共同火力発電所

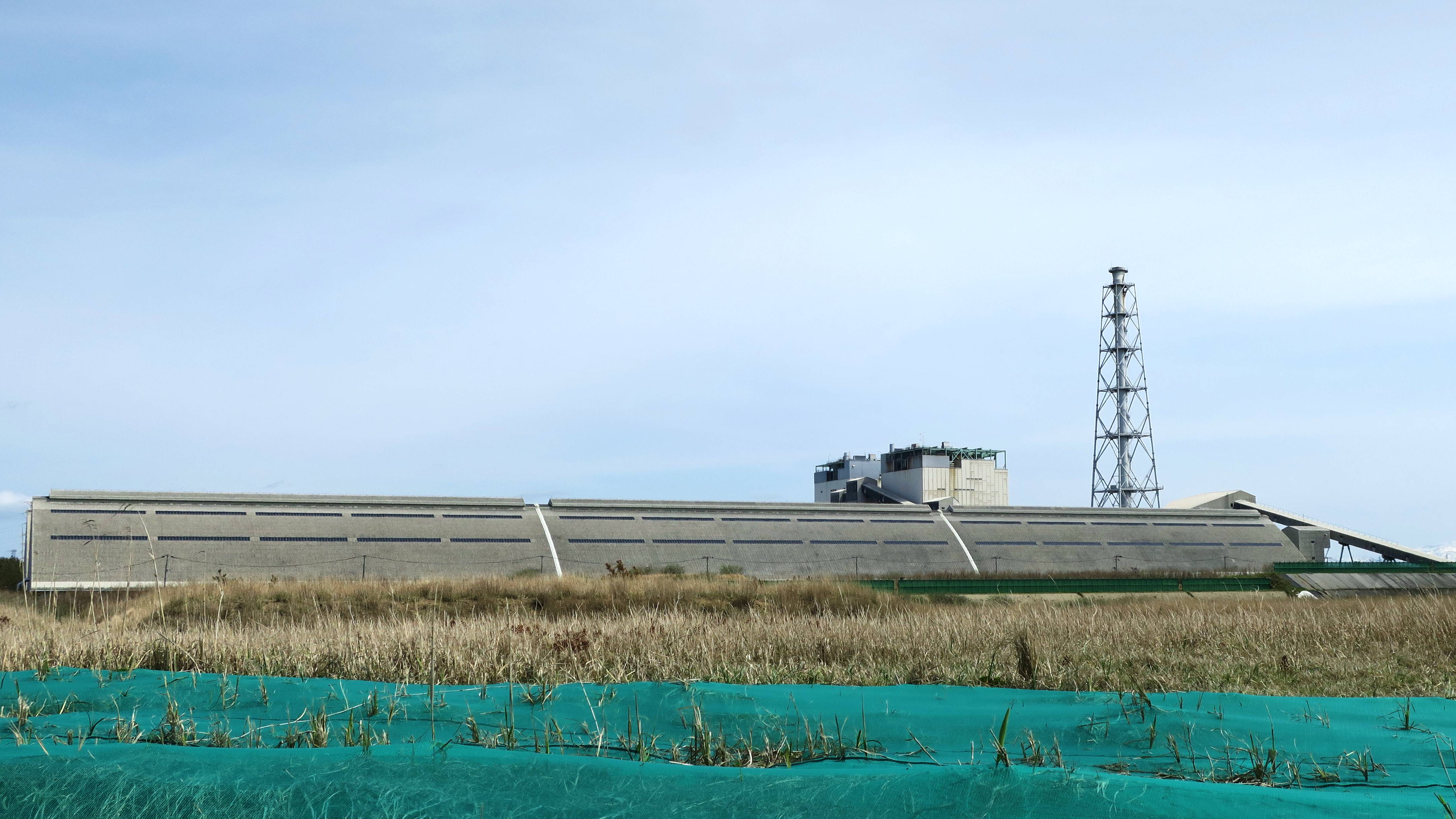
海側より望む
貯炭場は石炭粉塵の飛散防止のため、屋内式を採用している。

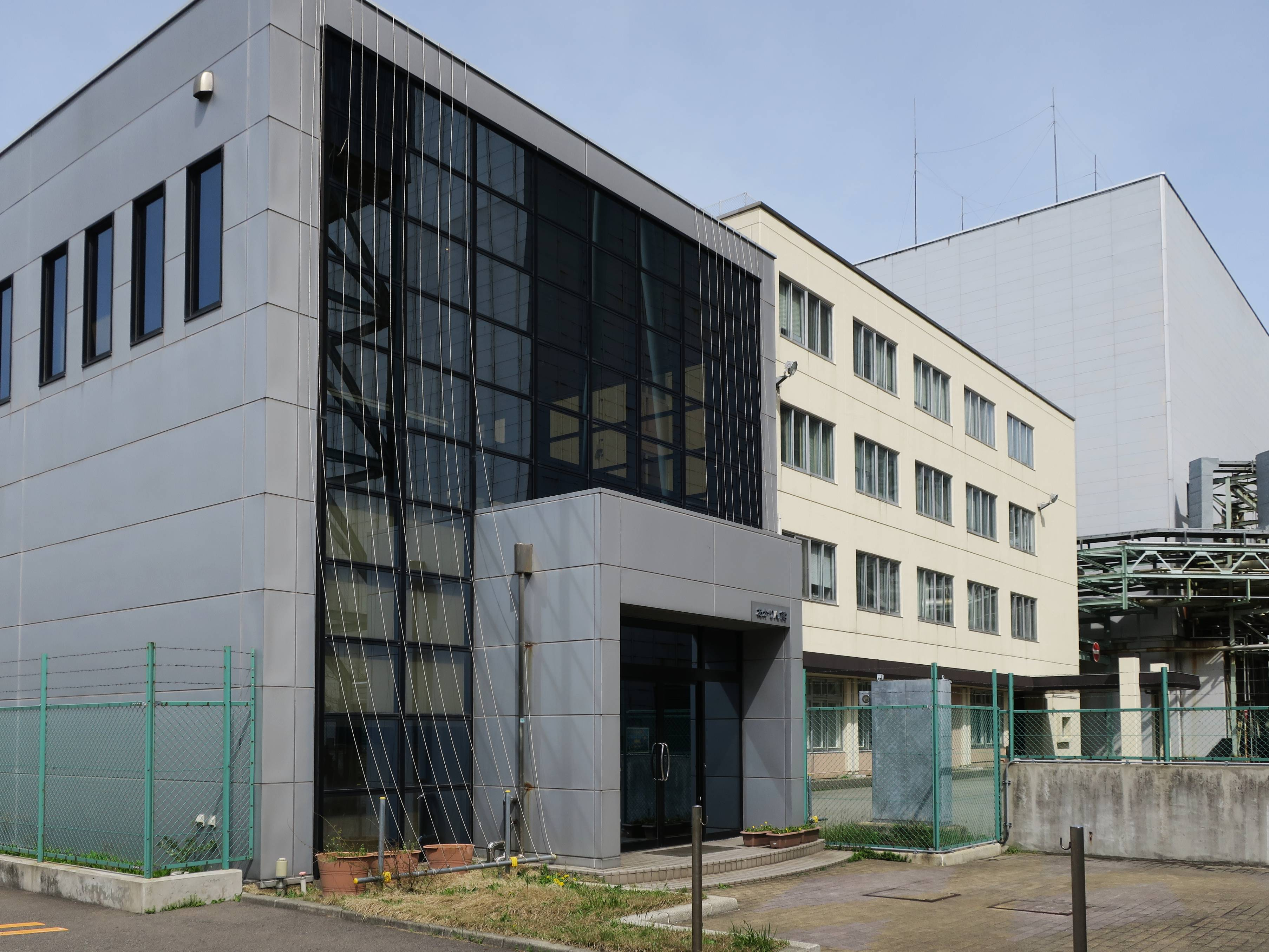
PR施設の「あかりん館」

酒田共同火力発電所 （さかたきょうどうかりょくはつでんしょ）は、山形県酒田市にある酒田共同火力発電株式会社の石炭火力発電所。

## 概要
東北電力と住軽アルミニウム工業株式会社の共同出資により設立された、酒田共同火力発電株式会社が運営する火力発電所で、1977年10月に1号機が運転開始。2号機までが建設された。当初は重油専焼だったが、のちに石炭焚きに転換した（補助燃料として重油、軽油も使用）。
当初は共同出資だったが誘致企業の解散などにより1987年に東北電力の単独出資となった。全発電量が東北電力に供給され、施設管理も東北電力が行っている。
発電後の石炭灰をセメント原料や園芸用肥料などにリサイクルしている。2号機では2011年5月25日から木質バイオマスの混焼も開始した。
地元経済との関係も強く、2020年度の酒田火力の売上高は381億円で酒田市の2019年度一般会計予算の63.1%にあたる。雇用面でも酒田火力の従業員が114人で、関連業務に常時従事する地元の協力会社の従業員が380人、定期点検時に追加される要員は320人となっている。

## 発電設備
- 総出力:70万kW

1号機
定格出力：35万kW
使用燃料：石炭（1984年に重油専焼から転換）
営業運転開始：1977年10月1日
2号機
定格出力：35万kW
使用燃料：石炭（1992年に重油専焼から転換）、木質バイオマス
営業運転開始：1978年10月6日

## 存廃問題
日本のエネルギー基本計画では、石炭火力発電のうち亜臨界圧と超臨界圧の発電方式を非効率とし、2030年に向けて段階的に休廃止する方向になっている。酒田共同火力発電所の2基は亜臨界圧の発電方式であるため削減対象となる可能性が指摘されているが、燃料の石炭は酒田港の取扱貨物量の約半分（2019年の統計では54.2%）を占めるなど地元経済への影響を心配する声もある。